# Lledó
Lledó (aragónul Ledón) település Spanyolországban, Teruel tartományban. Lledó Arnes, Terra Alta, Horta de Sant Joan, Cretas és Arens de Lledó községekkel határos. Lakosainak száma 153 fő (2024).

## Népesség
A település népessége az utóbbi években az alábbiak szerint változott:
| Lakosok száma | 199  | 191  | 184  | 175  | 169  | 169  | 166  | 159  | 171  | 153  |
|               | 2001 | 2004 | 2007 | 2009 | 2012 | 2014 | 2017 | 2019 | 2022 | 2024 |